# 예측 치안
예측 치안(豫測治安, predictive policing)은 잠재적인 범죄 활동을 식별하기 위해 법집행에서의 수학적, 예측적, 분석 기법의 사용을 가리킨다. 예측 치안 방식은 4가지 분류로 나눌 수 있다: 범죄를 예측하는 방식, 범죄자를 예측하는 방식, 가해자의 개인 정보를 예측하는 방식, 범죄의 피해자를 예측하는 방식.
이 기술은 범죄가 일어나기 전에 범죄를 방지할 수 있는 혁신으로서 미디어에서 기술되고 있다.
2011년 11월, 타임지는 예측 치안을 2011년 50가지 최고의 발명품 가운데 하나로 선정하였다. 미국에서는 캘리포니아 주, 워싱턴 주, 사우스캐롤라이나 주, 애리조나 주, 테네시 주, 일리노이 주와 같은 여러 주의 경찰서에서 예측 치안이 구현되고 있다.

## 역사
2008년, 로스앤젤레스 시경찰국(LAPD)의 윌리엄 브래튼 경찰서장은 사법보조국(Bureau of Justice Assistance, BJA) 및 사법연구원(National Institute of Justice)의 책임자들과 함께 방범 예측 치안의 개념을 탐구하기 위한 작업에 착수했다.

## 같이 보기
- 인종 프로파일링